# Себастіановичі
Себастіановичі — козацько-старшинський, згодом — дворянський рід, що походить від Василя Себастіановича (Севастьянова; р. н. невід. — п. до 1687), прилуцького полкового писаря (1659), обозного (1672, 1674) і судді (1677). Його син — Іван Васильович С. (р. н. невід. — п. після 1703), прилуцький полковий писар (1696—1703), онук — Адріан (Андрій) Іванович (р. н. невід. — п. 1718), прилуцький полковий писар (1709—14) і суддя (1714—18), а правнук — Матвій Адріанович (бл. 1710 — р. с. невід.), варвинський сотник (1731—35). Інші представники роду посідали уряди бунчукових товаришів. У 1-й половині 19 ст. рід згас.